# نیلوفر هندی
نیلوفر هندی (نام علمی: Ipomoea indica) نام یک گونه از سرده نیلوفر پیچ است.